# Función de verosimilitud
En estadística, la función de verosimilitud (o, simplemente, verosimilitud) es una función de los parámetros de un modelo estadístico que permite realizar inferencias acerca de su valor a partir de un conjunto de observaciones.
No debe confundirse con el término probabilidad: esta permite, a partir de una serie de parámetros conocidos, realizar predicciones acerca de los valores que toma una variable aleatoria.

## Fórmula
En cierto sentido, la verosimilitud es una versión inversa de la probabilidad condicional. Conocido un parámetro B, la probabilidad condicional de A es P(A|B), pero si se conoce A, pueden realizarse inferencias sobre el valor de B gracias al teorema de Bayes, según el cual
{\displaystyle P(B\mid A)={\frac {P(A\mid B)\;P(B)}{P(A)}}.\!}
La función de verosimilitud, L( b |A), definida como
{\displaystyle L(b\mid A)=P(A\mid B=b),\!}
desempeña el mismo papel bajo un enfoque no bayesiano. De hecho, lo relevante no es el valor en sí de L( b |A) sino la razón de verosimilitudes,
{\displaystyle {\frac {L(b_{2}|A)}{L(b_{1}|A)}}\!,}
que permite comparar cuanto más verosímil es el parámetro {\displaystyle b_{1}} que el {\displaystyle b_{2}} a la hora de explicar el evento A. De ahí que en ocasiones se entienda que la función de verosimilitud, más que una función en sí, sea la clase de funciones 
{\displaystyle L(b\mid A)=\alpha \;P(A\mid B=b)\!,}
donde α es una constante de proporcionalidad.
La función de verosimilitud, abundando en los razonamientos anteriores, abre la vía para dos técnicas muy habituales en inferencia estadística: las de la máxima verosimilitud y la del test de la razón de verosimilitudes.

## Ejemplo
Se considera una moneda de la que se desconoce la probabilidad p de que al lanzarla salga cara. La moneda se lanza cuatro veces y se obtiene la siguiente serie: CXCC (cara-cruz-cara-cara). Entonces,
{\displaystyle P(CXCC\mid p)=4*p^{3}(1-p).}
La función de verosimilitud sería entonces
{\displaystyle L(p)=L(p\mid CXCC)=4*p^{3}(1-p),}
que nos permite intuir, por ejemplo, que el valor 0,6 para p es más verosímil que el valor 0,5 dado que
{\displaystyle {\frac {L(0,6)}{L(0,5)}}={\frac {4*0,6^{3}(1-0,6)}{4*0,5^{3}(1-0,5)}}=1,3824\geq 1.}
Es razonable en este caso dar por bueno el valor 0.75 para p dado que dicho valor es el que maximiza el valor de la función de verosimilitud. Este razonamiento es la base del método de estimación de parámetros por máxima verosimilitud.

## Distribuciones continuas
En los casos anteriores, los eventos considerados tenían una probabilidad p estrictamente mayor que cero. Pero cuando la noción de verosimilitud se extiende a variables aleatorias con una función de densidad f sobre, por ejemplo, el eje real, la probabilidad de un evento cualquiera es nula. Por ejemplo, supóngase el caso de tener una variable aleatoria real de distribución desconocida X de la que se extrae una muestra aleatoria {\displaystyle X_{1},...,X_{n}} de observaciones independientes. Supóngase también que se dispone de una familia parametrizada de funciones de densidad {\displaystyle f_{\theta }(x)} (es decir, que existe una función de densidad {\displaystyle f_{\theta }(x)} para cada valor del parámetro {\displaystyle \theta (x)}).
En este caso, {\displaystyle \theta (x)} juega el papel de parámetro desconocido y es razonable definir la función de verosimilitud {\displaystyle L(\theta )} de la siguiente manera:
{\displaystyle L(\theta )=L(\theta ;x_{1},...,x_{n}):=f_{X_{1},\dots ,X_{n}}(x_{1},...,x_{n};\theta )=\prod _{i=1}^{n}f_{X_{i}}(x_{i};\theta ).}
Esta definición puede razonarse a partir de la original a través de un proceso de aproximación sustituyendo el evento {\displaystyle X=x_{i}} de probabilidad nula por {\displaystyle x_{i}-\epsilon \leq X\leq x_{i}+\epsilon } de probabilidad mayor o igual que cero y haciendo tender {\displaystyle \epsilon } a cero.
Discusiones similares pueden aplicarse a los casos en que la variable aleatoria X tenga una distribución que sea un híbrido entre una variable continua y discreta. Esta situación se presenta a menudo en la práctica en el análisis de supervivencia cuando hay observaciones censuradas.